# Atletica leggera ai Giochi della XIV Olimpiade - Staffetta 4×100 metri maschile

Video della Finale (film ufficiale dei Giochi)

La competizione della staffetta 4×100 metri maschile di atletica leggera ai Giochi della XIV Olimpiade si è disputata nei giorni 6 e 7 agosto 1948 allo Stadio di Wembley a Londra.

## L'eccellenza mondiale
| Record mondiale ed olimpico: 1936 | 39”8 | Stati Uniti | Presenti |
| Record europeo (1939)             | 40”1 | Germania    | Assente  |

## Risultati

### Batterie
Si sono disputate il 6 di agosto. Le prime due di ogni serie in finale.
| Pos. | Nazione     | Atleti                                                     | Tempo  |
| ---- | ----------- | ---------------------------------------------------------- | ------ |
| 1    | Stati Uniti | Barney Ewell Lorenzo Wright Harrison Dillard Melvin Patton | 41"1   |
| 2    | Italia      | Enrico Perucconi Antonio Siddi Carlo Monti Michele Tito    | 41"3   |
| 3    | Brasile     | Rosalvo Ramos Hélio da Silva Aroldo da Silva Ivan Hausen   | 42"4   |
| -    | Turchia     | Kemal Aksur Erdal Barkay Raşit Öztaş Ruhi Sarıalp          | Squal. |

| Pos. | Nazione       | Atleti                                                                   | Tempo |
| ---- | ------------- | ------------------------------------------------------------------------ | ----- |
| 1    | Gran Bretagna | John Archer Jack Gregory Alastair McCorquodale Kenneth Jones             | 41"4  |
| 2    | Ungheria      | Ferenc Tima László Bartha György Csányi Béla Goldoványi                  | 41"4  |
| 3    | Australia     | Theodore William Bruce John Bartram Morris Curotta John Treloar          | 41"5  |
| 4    | Uruguay       | Mario Fayos Juan López Walter Pérez Hércules Azcune                      | 42"8  |
| 5    | Bermuda       | Hazzard Dill Perry Johnson Stanley Lines Francis Mahoney                 | 45"4  |
| -    | Belgio        | Fernand Bourgaux Hippolyte Braekman Fernand Linssen Isidoor Van De Wiele | Rit.  |

| Pos. | Nazione     | Atleti                                                                     | Tempo  |
| ---- | ----------- | -------------------------------------------------------------------------- | ------ |
| 1    | Paesi Bassi | Jan Lammers Johannes Meijer Gabe Scholten Johan Zwaan                      | 41"7   |
| 2    | Canada      | Donald McFarlane James O'Brien Donald Pettie Edward Haggis                 | 42"3   |
| 3    | Argentina   | Gerardo Bönnhoff Alberto Biedermann Carlos Isaac Fernando Lapuente         | 42"4   |
| 4    | Islanda     | Ásmundur Bjarnason Finnbjörn Þorvaldsson Trausti Eyjólfsson Haukur Clausen | 42"9   |
| -    | Francia     | Alain Porthault Marc Litaudon Julien Lebas René Valmy                      | Squal. |

### Finale
Si è disputata il giorno 7 agosto.
La squadra americana viene prima squalificata per cambio irregolare fra Ewell e Wright, poi reintegrata dopo la visione del filmato della gara.
| Pos.    | Nazione       | Atleti                                                       | Tempo |
| ------- | ------------- | ------------------------------------------------------------ | ----- |
| Oro     | Stati Uniti   | Barney Ewell Lorenzo Wright Harrison Dillard Melvin Patton   | 40"6  |
| Argento | Gran Bretagna | John Archer Jack Gregory Alastair McCorquodale Kenneth Jones | 41"3  |
| Bronzo  | Italia        | Enrico Perucconi Antonio Siddi Carlo Monti Michele Tito      | 41"5  |
| 4       | Ungheria      | Ferenc Tima László Bartha György Csányi Béla Goldoványi      | 41"6  |
| 5       | Canada        | Donald McFarlane James O'Brien Donald Pettie Edward Haggis   | 41"9  |
| 6       | Paesi Bassi   | Jan Lammers Johannes Meijer Gabe Scholten Johan Zwaan        | 41"9  |